# Arrival of the Shah in London
Arrival of the Shah in London è un cortometraggio muto del 1902 diretto da Cecil M. Hepworth.

## Trama
Visita a Londra dello scià di Persia Mozaffar al-Din Shah Qajar.

## Produzione
Il film fu prodotto dalla Hepworth.

## Distribuzione
Distribuito dalla Hepworth, il documentario - un cortometraggio della lunghezza di 15,2 metri - presumibilmente uscì nelle sale cinematografiche britanniche nel 1902.
Non si hanno altre notizie del film che si ritiene perduto, forse distrutto nel 1924 quando il produttore Cecil M. Hepworth, ormai fallito, cercò di recuperare l'argento del nitrato fondendo le pellicole.